# 真栄寺 (我孫子市)
真栄寺（しんえいじ）は、千葉県我孫子市にある浄土真宗本願寺派の寺院。

## 前史
当寺の母体となった真栄寺（しんえいじ）は、宮崎県宮崎市にある浄土真宗本願寺派の寺院で、1913年（大正2年）、真住栄の開基である。真住栄は江戸時代に南九州の諸藩（薩摩藩など）で禁教とされた浄土真宗信仰を公にしない隠れ念仏の出身者で、私財を投入して建物を建立、京都市にあった「玉照寺」を移転するという体裁で創建された。初代住職として釈道念が迎えられた。当初は「玉照寺」という名称であったが、開基の真住栄にちなみ「真栄寺」に改称された。

## 歴史
1990年（平成2年）、釈昭道によって開山された。昭道は宮崎真栄寺の寺族で都市開教の目的のため、1986年（昭和61年）に真栄寺の分院を当地に設立していた。そして1990年（平成2年）に独立を果たしている。

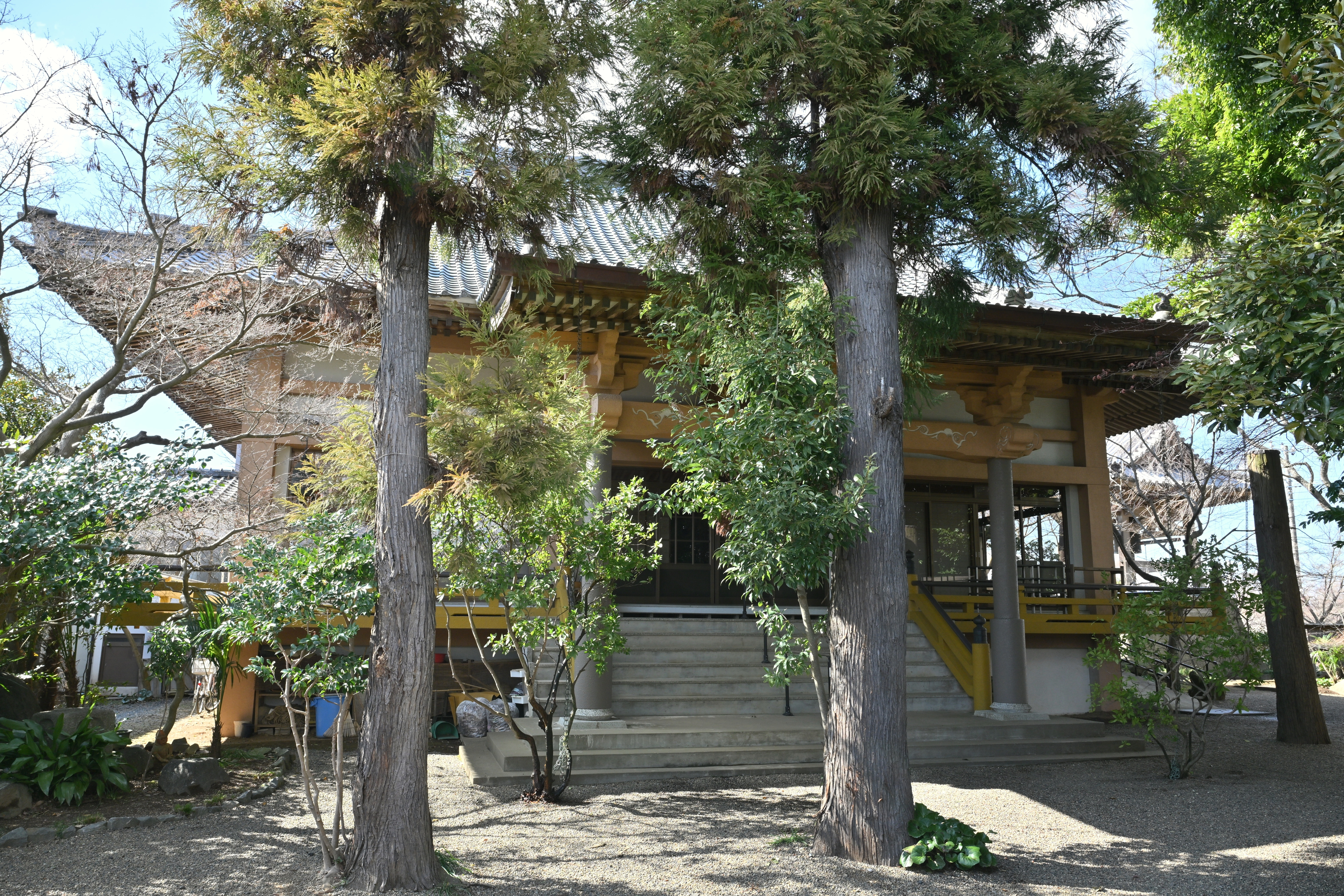
本堂
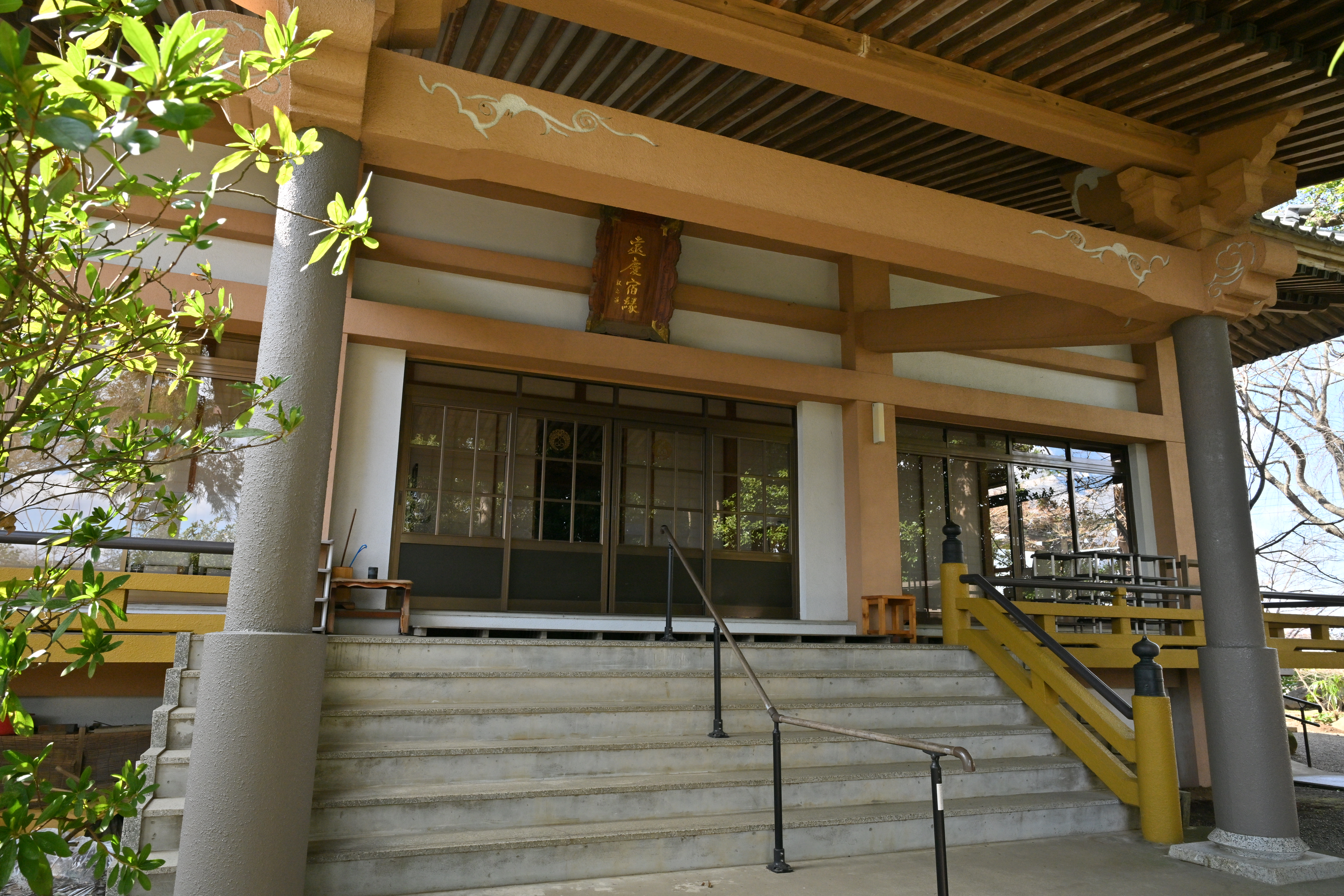
本堂の正面入口
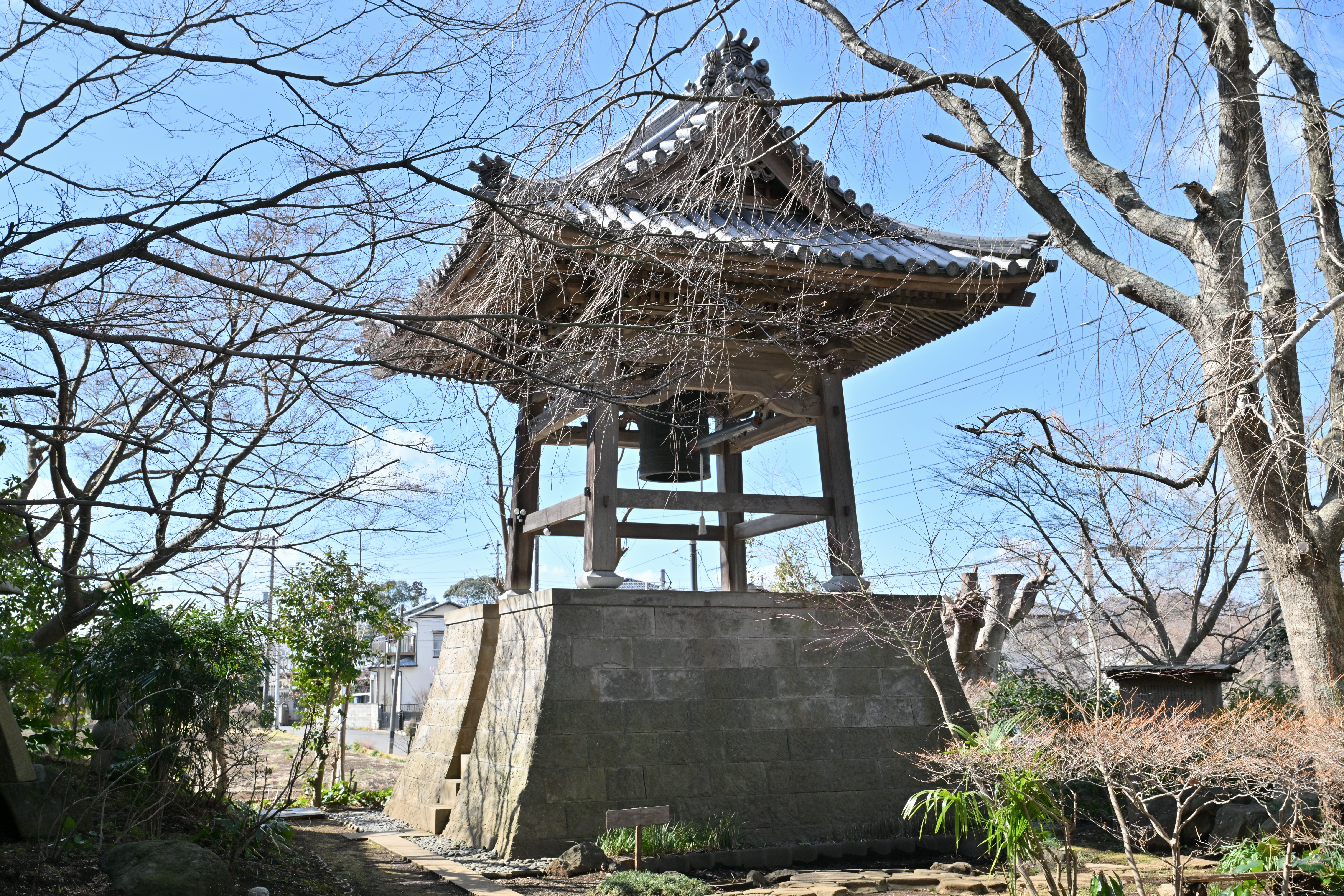
鐘楼

## 交通アクセス
- 新木駅より徒歩18分。